# دانييل هولواي
دانييل هولواي (بالإنجليزية: Daniel Holloway)‏ هو دراج أمريكي، ولد في 21 مايو 1987 في مورغان هيل في الولايات المتحدة.

## وصلات خارجية
- دانييل هولواي على موقع الاتحاد الدولي للدراجات (الإنجليزية)
- دانييل هولواي على موقع أرشيف الدراجات (الإنجليزية)
- دانييل هولواي على موقع إحصائيات الدراجات الإحترافية (الإنجليزية)
- دانييل هولواي على موقع نسبة الدراجات (الإنجليزية)